# آرام گاسپار سارگسیان
آرام گاسپار سارگسیان (ارمنی: Արամ Գասպարի Սարգսյան؛ ارمنی: Aram Gaspar (Gasparovich) Sargsyan؛ زادهٔ ۱۴ اوت ۱۹۴۹) یک سیاست‌مدار اهل ارمنستان است. بین سال‌های ۱۹۳۷ تا ۱۹۵۳ میلادی، سارگسیان دبیر اول حزب کمونیست ارمنستان شوروی بود. آرام سارگسیان در دهه‌های ۱۹۷۰ و ۸۰ خبرنگار en:Komsomolskaya Pravda و پراودا در ارمنستان بود. وی از سال ۱۹۹۱ رهبری حزب دموکراتیک ارمنستان را بر عهده دارد.